# François Kalist
François Kalist (Bourges, 30 ottobre 1958) è un arcivescovo cattolico francese, dal 20 settembre 2016 arcivescovo metropolita di Clermont.

## Biografia

### Formazione e ministero sacerdotale
Dopo aver frequentato il seminario francese di Roma, ha conseguito la licenza in teologia biblica presso l'istituto cattolico di Parigi dove ha ottenuto il dottorato ad indirizzo ecclesiastico. È stato ordinato sacerdote il 21 dicembre 1986. 
Dal 1991 è stato nominato docente  al seminario maggiore di Orléans, divenendone anche vice-rettore. 
Dal 2002 è stato vicario episcopale per la formazione permanente degli adulti, e dal 2004 delegato diocesano aggiunto per l'ecumenismo.

### Ministero episcopale
Il 25 marzo 2009 papa Benedetto XVI lo ha nominato vescovo di Limoges. 
Il 17 maggio 2009 ha ricevuto la consacrazione episcopale dalle mani dell'arcivescovo Albert Jean-Marie Rouet, co-consacranti l'arcivescovo di Bourges Armand Maillard e l'arcivescovo coadiutore di Aix Christophe Dufour.
All'interno della Conferenza Episcopale Francese è membro del consiglio per l'unità dei cristiani e per le relazioni con il giudaismo, mentre a livello ecumenico è co-presidente del consiglio misto cattolico-luterano-riformato di Francia e membro del consiglio delle chiese cristiane di Francia.
Il 20 settembre 2016 papa Francesco lo ha nominato arcivescovo metropolita di Clermont. Si è insediato nella cattedrale di Clermont-Ferrand il 27 novembre successivo.

## Genealogia episcopale e successione apostolica
La genealogia episcopale è:
- Cardinale Scipione Rebiba
- Cardinale Giulio Antonio Santori
- Cardinale Girolamo Bernerio, O.P.
- Arcivescovo Galeazzo Sanvitale
- Cardinale Ludovico Ludovisi
- Cardinale Luigi Caetani
- Cardinale Ulderico Carpegna
- Cardinale Paluzzo Paluzzi Altieri degli Albertoni
- Papa Benedetto XIII
- Papa Benedetto XIV
- Papa Clemente XIII
- Cardinale Marcantonio Colonna
- Cardinale Giacinto Sigismondo Gerdil, B.
- Cardinale Giulio Maria della Somaglia
- Cardinale Carlo Odescalchi, S.I.
- Vescovo Eugène de Mazenod, O.M.I.
- Cardinale Joseph Hippolyte Guibert, O.M.I.
- Cardinale François-Marie-Benjamin Richard
- Vescovo Marie-Prosper-Adolphe de Bonfils
- Cardinale Louis-Ernest Dubois
- Cardinale Georges-François-Xavier-Marie Grente
- Arcivescovo Marcel-Marie-Henri-Paul Dubois
- Cardinale François Marty
- Cardinale Jean-Marie Lustiger
- Arcivescovo Albert Jean-Marie Rouet
- Arcivescovo François Kalist

La successione apostolica è:
- Vescovo Marc Michel Beaumont (2021)
- Vescovo Didier Fernand Gabriel Noblot (2021)
- Vescovo Yves Baumgarten (2022)